# Перетяжка

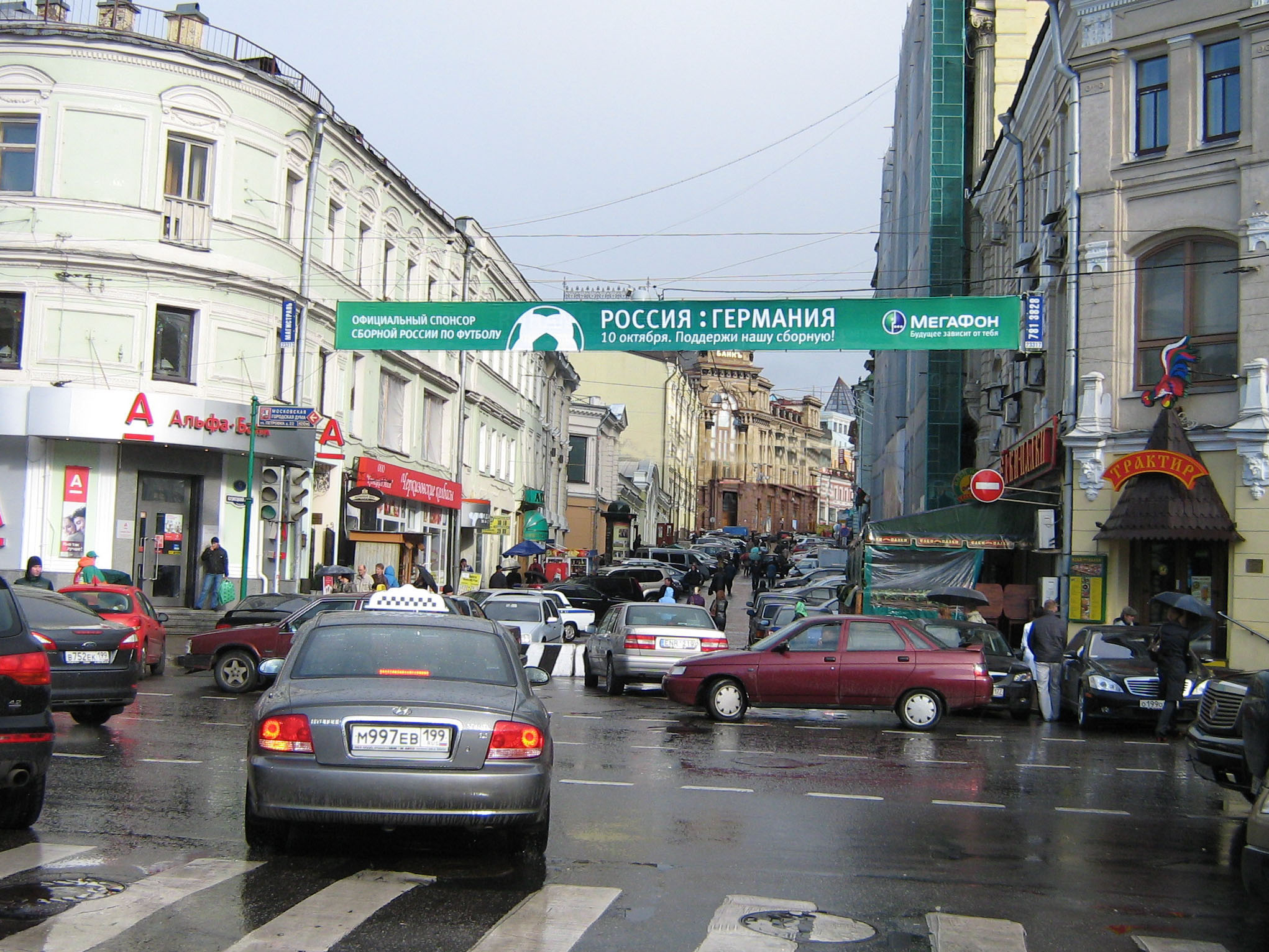
Перетяжка. Москва. Кузнецкий мост, 9-10

Перетяжка, или растяжка, транспарант — вид уличной рекламы, длинная тканевая полоса, растягиваемая на тросах над проезжей частью.
Изготавливаются из армированного ПВХ, хлопчатобумажной ткани, шёлка или других материалов. Изображение наносится с помощью трафаретной печати или шелкографии, при этом последнее делает перетяжки более красочными.
В России перетяжки появились в 1990-х годах. Стандартными размерами российских перетяжек являются 15×1.1 м, 15×1 м, 14×1 м, 12х1 м.
Перетяжки часто используются для анонсирования выставок, концертов и других краткосрочных событий, а не для постоянной рекламы. В России они обычно устанавливаются на 10 или 20 дней.